# Mark Blundell
Mark Blundell (ur. 8 kwietnia 1966 w Barnet) – były brytyjski kierowca wyścigowy, który ścigał się m.in. w Formule 1 i Formule CART. Później również komentator wyścigów Formuły 1.

## Kariera

### Początki
Pierwszy raz zaangażował się w sporty motorowe, gdy miał 14 lat – jeździł wtedy po Anglii na motocyklu motocrossowym. Szybko zaczął odnosić sukcesy w tej dyscyplinie, zdobył kilka tytułów mistrzowskich.
W wieku 17 lat wystartował w Brytyjskiej Formule Ford. W tym samym sezonie, w Brytyjskiej Formule Ford Junior, zdobył w klasyfikacji generalnej drugie miejsce (25 razy wygrywał, a 24 razy zdobywał pole position). W następnym roku zdobył tytuł mistrza Brytyjskiej Formuły Ford 1600. W kolejnym sezonie wystąpił w Formule Ford 2000, od razu wygrywając cykl BBC Grandstand. W tym samym roku ścigał się w Europejskiej Formule Ford, gdzie zdobył 4 miejsce. W roku 1986 zdobył tytuł mistrza Europejskiej Formuły Ford 2000.
Zadecydował wtedy, że przejdzie do „wyższej” serii wyścigowej. Tak też się stało – wystartował w zespole TOM’s-Toyota w Formule 3000. Mimo niewielkiego budżetu i słabego samochodu, wygrał kilka wyścigów. Wystartował też w kilku wyścigach w Formule 3. W roku 1987 startował w Formule 3000, ale już dla Loli. W klasyfikacji generalnej zdobył w tamtym sezonie szóste miejsce.

### Formuła 1
W następnym roku został kierowcą fabrycznym Nissana, odbył także test w zespole Formuły 1 – Williams. W 1990 roku Blundell startował samochodami sportowymi. Startował także w wyścigu 24h Le Mans, zdobywając pole position i najszybsze okrążenie, stając się tym samym najmłodszym kierowcą w historii, który osiągnął w tym wyścigu takie sukcesy.
W sezonie 1991 zadebiutował w Formule 1, w zespole Brabham-Yamaha – zdobył wtedy jeden punkt w Grand Prix Belgii. W następnym roku był kierowcą testowym McLarena. Zdobył w tamtym roku pole position i wygrał wyścig o 24h Le Mans na Peugeocie.
W sezonie 1993 wrócił do Formuły 1, z jego usług skorzystał bowiem zespół Ligier. Blundell dwukrotnie zdobył miejsce na podium – trzecie miejsca w RPA i Niemczech. Dojechał także piąty w Grand Prix Brazylii, tak więc w klasyfikacji generalnej wywalczył 10 punktów, co zaowocowało 10 miejscem. W sezonie 1994 jeździł w słabnącym Tyrrellu. Trzecie miejsce w Hiszpanii i piąte na Węgrzech oraz w Belgii dały mu 8 punktów i 12 miejsce w klasyfikacji generalnej. Z powodu braku sponsorów Tyrrell był zmuszony go zwolnić. W sezonie 1995 Blundell jeździł dla McLarena, zastępując w nim swojego przyjaciela, Martina Brundle'a, który popadł w konflikt z Ronem Dennisem.13 punktów zaowocowało 10 miejscem w klasyfikacji generalnej na koniec sezonu. Po roku 1995 Blundell wycofał się z Formuły 1.
W sezonie 1995 zdobył także czwarte miejsce w wyścigu 24h Le Mans.

### CART
Po wycofaniu się z Formuły 1 Blundell zadecydował, iż wystartuje w serii CART. Startował w teamie PacWest Racing, a jego partnerem był były kierowca Formuły 1, Brazylijczyk Maurício Gugelmin. Na początku sezonu Blundell miał groźny wypadek, i musiał pauzować z powodu kontuzji. Mimo to był trzeci w ogólnej klasyfikacji debiutantów, między innymi dzięki ukończeniu w pierwszej szóstce wyścigów U.S. 500, Grand Prix Detroit i na Michigan International Speedway. W sezonie 1997 wygrał wyścigi na Portland International Raceway, California Speedway oraz Grand Prix Toronto, co dało mu szóste miejsce w klasyfikacji generalnej na koniec sezonu. W tym samym roku magazyn Autosport wybrał go Brytyjskim Kierowcą Roku. Kolejne lata nie były już tak udane. Ostatnim sezonem dla Blundella w serii CART był sezon 2000, zajął wtedy z 18 punktami 21. miejsce na koniec sezonu.

### Po CART
Od roku 2001 Blundell systematycznie ograniczał swoje zaangażowanie w wyścigi na rzecz innych zajęć. Mimo to wystartował wraz z Johnnym Herbertem i Davidem Brabhamem Bentleyem w 2003 roku w wyścigu 24h Le Mans, gdzie zajął doskonałe drugie miejsce. Zajął również trzecie miejsce w wyścigu 12h Sebring.

## Komentator
W latach 2001–2008 Blundell pracował jako komentator Formuły 1 w telewizji ITV. Zasłynął tam z częstych „wpadek”, złośliwie określanych blundellizmami (Blundellisms).
Wraz z Martinem Brundlem założyli firmę 2MB Sports Management, która odpowiada za kontrakty takich kierowców jak Gary Paffett czy Mike Conway.

## Podsumowanie kariery w Formule 1
- liczba zgłoszeń: 63
- liczba wyścigów: 61
- liczba ukończonych wyścigów: 31
- liczba punktów: 32
- liczba zwycięstw: 0
- liczba drugich miejsc: 0
- liczba trzecich miejsc: 3
- liczba pole positions: 0
- liczba najszybszych okrążeń: 0
- wszystkie wyścigi, w których zdobył punkty:

| sezon | wyścig                       | samochód                 | wynik | zwycięzca                |
| ----- | ---------------------------- | ------------------------ | ----- | ------------------------ |
| 1991  | Grand Prix Belgii            | Brabham-Yamaha BT60Y     | 6     | A. Senna (McLaren)       |
| 1993  | Grand Prix RPA               | Ligier-Renault JS39      | 3     | A. Prost (Williams)      |
| 1993  | Grand Prix Brazylii          | Ligier-Renault JS39      | 5     | A. Senna (McLaren)       |
| 1993  | Grand Prix Niemiec           | Ligier-Renault JS39      | 3     | A. Prost (Williams)      |
| 1994  | Grand Prix Hiszpanii         | Tyrrell-Yamaha 022       | 3     | D. Hill (Williams)       |
| 1994  | Grand Prix Węgier            | Tyrrell-Yamaha 022       | 5     | M. Schumacher (Benetton) |
| 1994  | Grand Prix Belgii            | Tyrrell-Yamaha 022       | 5     | D. Hill (Williams)       |
| 1995  | Grand Prix Brazylii          | McLaren-Mercedes MP4/10  | 6     | M. Schumacher (Benetton) |
| 1995  | Grand Prix Monako            | McLaren-Mercedes MP4/10B | 5     | M. Schumacher (Benetton) |
| 1995  | Grand Prix Wielkiej Brytanii | McLaren-Mercedes MP4/10B | 5     | J. Herbert (Benetton)    |
| 1995  | Grand Prix Belgii            | McLaren-Mercedes MP4/10B | 5     | M. Schumacher (Benetton) |
| 1995  | Grand Prix Włoch             | McLaren-Mercedes MP4/10B | 4     | J. Herbert (Benetton)    |
| 1995  | Grand Prix Wielkiej Brytanii | McLaren-Mercedes MP4/10B | 4     | D. Hill (Williams)       |

### Podsumowanie sezonów
W nawiasie podano liczbę zgłoszeń do wyścigu.
| sezon | samochód         | starty  | punkty | miejsce w klasyfikacji |
| ----- | ---------------- | ------- | ------ | ---------------------- |
| 1991  | Brabham-Yamaha   | 14 (16) | 1      | 18                     |
| 1993  | Ligier-Renault   | 16 (16) | 10     | 10                     |
| 1994  | Tyrrell-Yamaha   | 16 (16) | 8      | 12                     |
| 1995  | McLaren-Mercedes | 15 (15) | 13     | 10                     |